# ゲルマクレンAヒドロキシラーゼ
ゲルマクレンAヒドロキシラーゼ(Germacrene A hydroxylase, EC 1.14.13.123)は、系統名を(+)-ゲルマクレン-A,NADPH:酸素 オキシドレダクターゼ(12-ヒドロキシル化)((+)-germacrene-A,NADPH:oxygen oxidoreductase (12-hydroxylating))という酵素である。以下の化学反応を触媒する。
(+)-ゲルマクレンA + NADPH + H+ + O2 {\displaystyle \rightleftharpoons } ゲルマクラ-1(10),4,11(13)-トリエン-12-オール + NADP+ + H2O
ゲルマクレンAヒドロキシラーゼは、ヘム-チオール酸タンパク質（P-450）である。